# Limina (cognome)
Limina è un cognome di lingua italiana.

## Varianti
Limine, Limini.

## Origine e diffusione
Il cognome è tipicamente siciliano.
Potrebbe derivare dal toponimo Limina o dal termine latino limen, "confine", risultando quindi affine ai cognomi Limiti e Biffi.